# 中魚沼郡
中魚沼郡（日语：／ Nakauonuma gun */?）為新潟縣的一個郡。目前中魚沼郡僅管轄有津南町一町。截止2005年4月1日，有人口11,754人，面積372.80平方公里。
管轄有以下一町。
- 津南町（つなんまち）

## 外部連結
- 十日町廣域圈合併協議會